# كيم تشان-يونغ
كيم تشان-يونغ (الكورية: 김찬영) هو لاعب كرة قدم كوري جنوبي في مركز الدفاع، ولد في 1 أبريل 1989 في كوريا الجنوبية. لعب مع نادي بوسان أي بارك.

## وصلات خارجية
- كيم تشان-يونغ على موقع دوري كوريا الجنوبية (الإنجليزية)
- كيم تشان-يونغ على موقع Soccerway.com (الإنجليزية)